# Stray from the Path
Stray from the Path ist eine 2001 gegründete vierköpfige Hardcore-Punk-Band aus Long Island, New York City.

## Geschichte
Stray from the Path, die im Jahr 2001 in Long Island gegründet wurden, brachten bisher sechs Studioalben auf den Markt. Ihr Debütalbum, People Over Profit, erschien 2002 in Eigenregie. Es folgte das erste Signing der Gruppe bei einem Label, bei Pride Recordz. Über diesem Label brachte die Gruppe bereits ein Jahr später ihr zweites Album, das auf den Namen Audio Prozac hört, heraus.
Die Gruppe wechselte zu Five Point Records wo 2005 ihr drittes Album Our Oceania und eine Split-CD mit Lilu Dallas mit dem Namen How to Make a Ucalegon erschien. Schließlich wechselte die Band zu Sumerian Records, ihrem derzeitigen Label. Über der Plattenfirma produzierte die Gruppe ihre drei Alben Villains (2008), Make Your Own History (2009) und Rising Sun (2011). Letzteres konnte sich in den Heatseekers Charts des Magazins Billboard positionieren.
Stray from the Path tourten bereits mit The Word Alive, The Acacia Strain, The Ghost Inside, Terror, For Today, Stick to Your Guns, Underoath, Every Time I Die, Norma Jean und Bleeding Through. Die Band tourte 2012 auf der Allstars Tour durch die Vereinigten Staaten und sind für die Rock Sound Impericon Exposure Tour 2013 bestätigt.
Im Sommer 2014 tourten Stray from the Path mit The Ghost Inside, Deez Nuts und Devil in Me durch Europa.
Im Winter 2018/19 tourten Stray from the Path mit While She Sleeps durch Europa.

## Bandmitglieder

Stray from the Path live auf dem With Full Force 2018
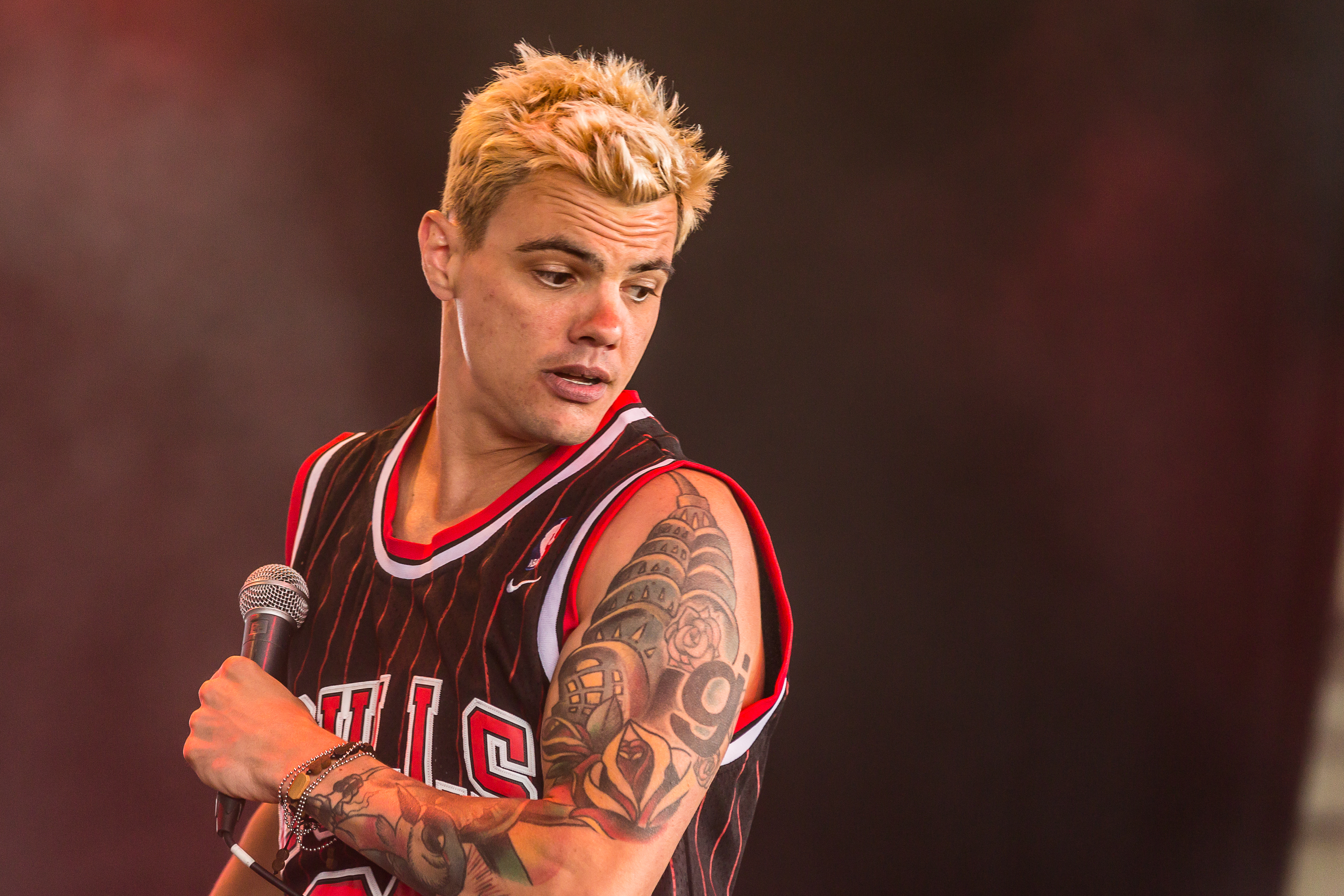
Sänger Andrew Dijorio
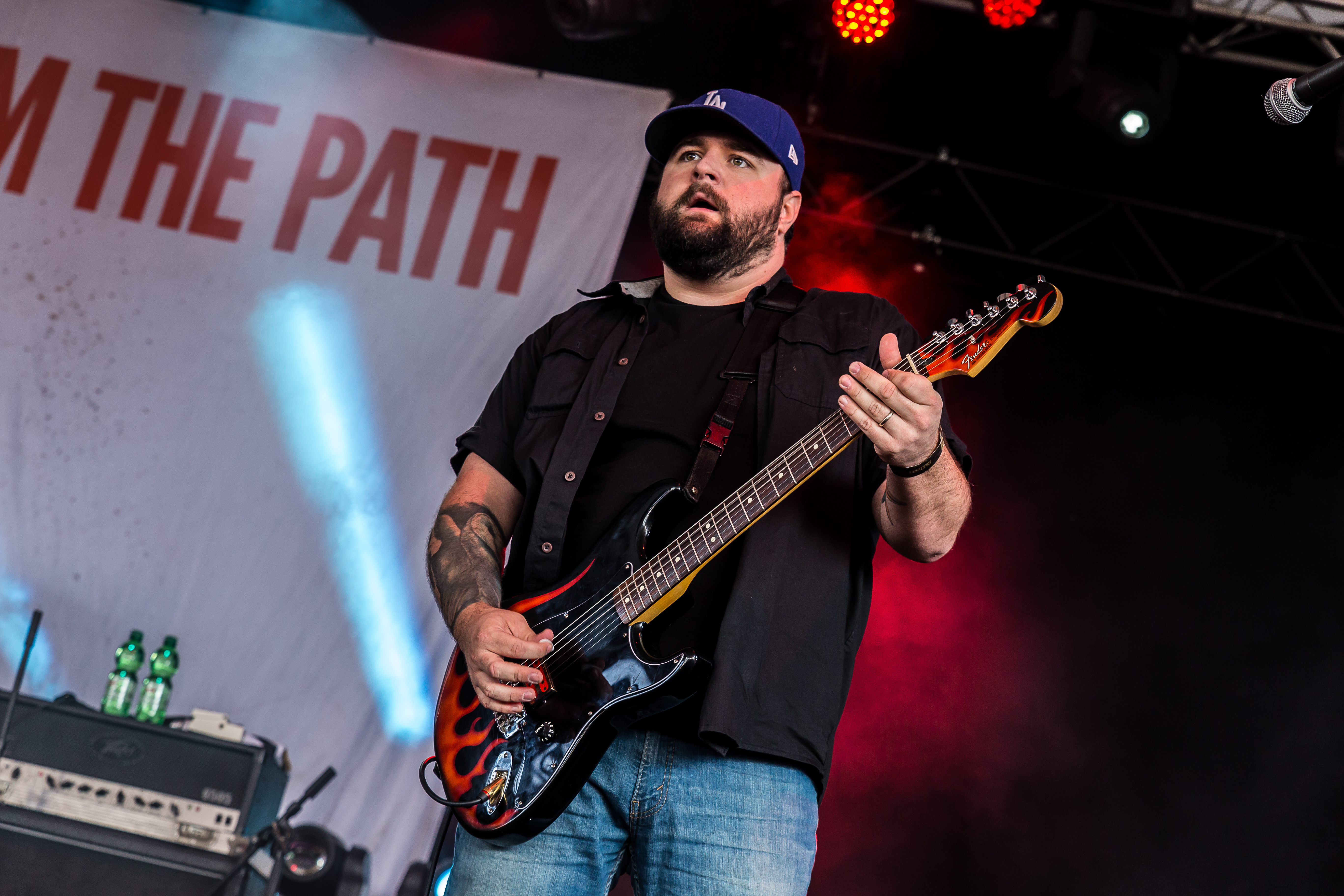
Gitarrist Thomas Williams
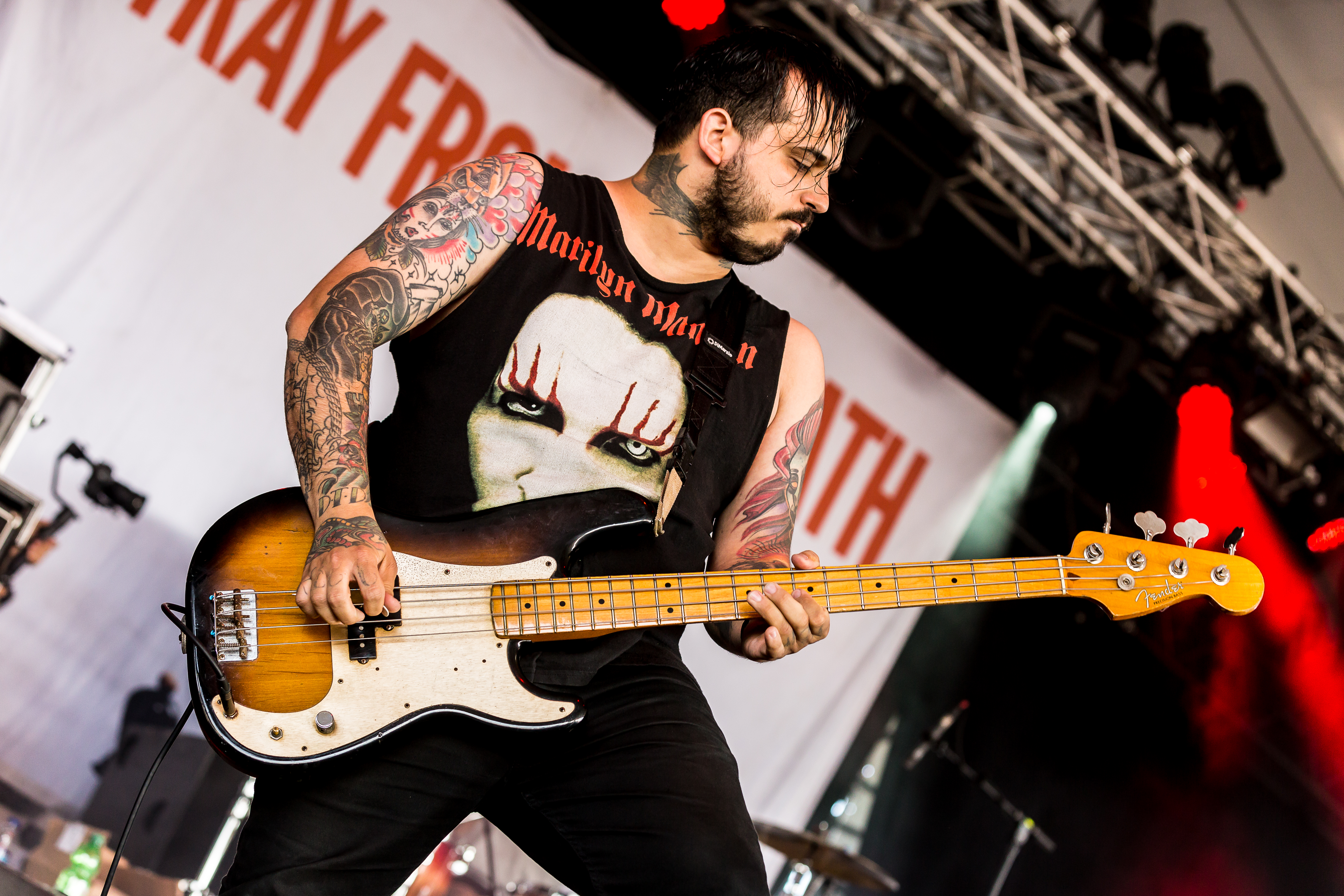
Bassist Anthony Altamura
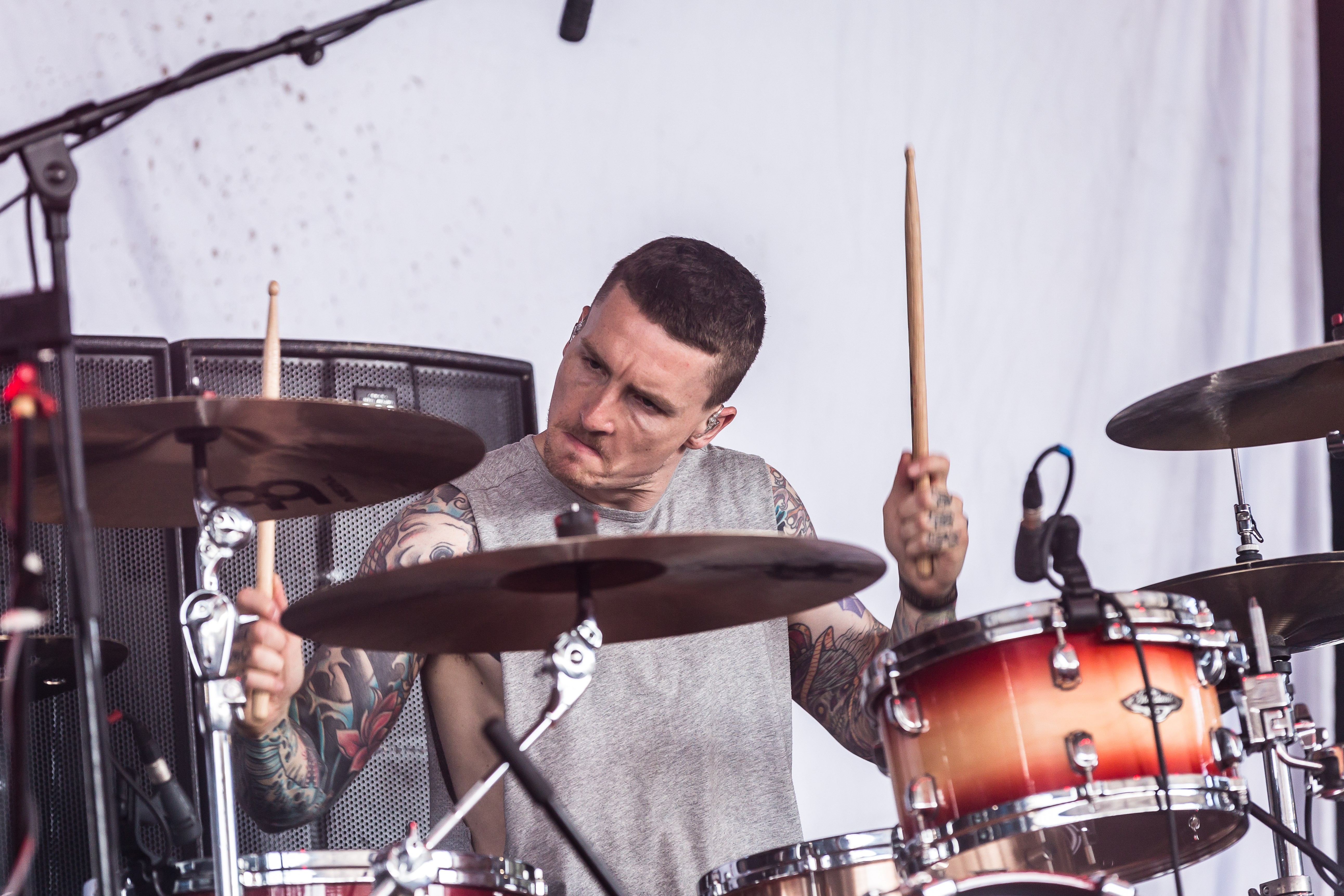
Schlagzeuger Craig Reynolds

## Diskografie

### Alben
- 2002: People over Profit (Eigenproduktion)
- 2003: Audio Prozac (Pride Recordz)
- 2005: Our Oceania (Five Point Records)
- 2008: Villains (Sumerian Records)
- 2009: Make Your Own History (Sumerian Records)
- 2011: Rising Sun (Sumerian Records)
- 2013: Anonymous (Sumerian Records)
- 2015: Subliminal Criminals (Sumerian Records)
- 2017: Only Death Is Real (Sumerian Records)
- 2019: Internal Atomics (UNFD)
- 2022: Euthanasia (UNFD)
- 2025: Clockworked (UNFD)

### Split-CDs
- 2007: How to Make a Ucalegon (Split mit Lilu Dallas, Five Point Records)